# 清水埠頭駅
清水埠頭駅（しみずふとうえき）は、静岡県清水市（現静岡市清水区）にあった日本国有鉄道（国鉄）清水港線の駅（廃駅）である。清水港線廃線に伴い1984年（昭和59年）4月1日に廃止となった。

## 歴史
- 1930年（昭和5年）2月1日：東海道本線貨物支線の貨物駅として開業[1]。
- 1942年（昭和17年）4月1日：小荷物の取扱を開始[1]（一般駅となる）。
- 1944年（昭和19年）12月1日：旅客営業を開始[1]、同時に清水港線に所属線を変更。
- 1954年（昭和29年）9月1日：荷物の取扱を廃止[1]。
- 1984年（昭和59年）4月1日：清水港線廃線に伴い廃止[1]。

## 駅構造
清水市街の込み入った中に、1面1線の旅客用単式ホームが設置されていた。一見無人駅のように見えたが、本線から分岐して400 mほど入った位置に駅舎がある有人駅で、貨物列車が発着していた。ただし、旅客営業を扱う職員は配置されておらず、乗車券の発売や駅舎への待合室の設置もなかった。
貨物営業は、駅付近にある東洋製罐清水工場へ専用線が続き、貨物輸送を行っていた。また、埠頭にあった多くの倉庫へ構内側線が続き、船舶との提携輸送を行っていた。

## 駅周辺
- 清水港の波止場がすぐそばにあった。

## 駅跡地
- 現在、駅の跡地は14階建ての商業・住宅共同ビルである浪漫館（清水マリンビル別館）となっている。

## 隣の駅
日本国有鉄道
清水港線
清水駅 - （貨）清水港駅 - 清水埠頭駅 - 巴川口駅